# Ножовий скидач
Ножовий скидач (рос. ножевой сбрасыватель, англ. knife plough, нім. Abstreifer m, Abstreicher m) – пристрій для однобічного скидання (згортання) з конвеєра стрічкового всього або частини матеріалу, що транспортується, в проміжку між приводним та натяжним барабанами. Робочим органом Н.с. є металевий лист, що опускається на виположену стрічку конвеєрну під певним кутом до поздовжньої осі.